# Ферлей Тарас
Тарас-Дмитро Ферлей (14 жовтня 1882, Балинці, Галичина, Австро-Угорщина, нині Снятинський район, Івано-Франківська область — 27 липня 1947, Вінніпег, Канада) — український журналіст, видавець, громадсько-політичний діяч української діаспори в Канаді.

## Життєпис
Прибувши у юному віці як студент-філолог Львівського університету до Канади з батьками у 1903, Тарас Ферлей вже тоді в українських емігрантських колах проявляв організаторський хист на освітньо-культурній ниві. Особливо відзначився як засновник, керівник і дописувач «Українського Голосу», першого українського часопису в Канаді, між роками 1909—1910, коли зароджувалась Українська видавнича спілка у Вінніпезі. Зі створенням Українського центрального комітету у 1922, (який переріс у нинішній Конґрес Українців Канади та став згодом речником зорганізованого українства в Канаді,) Т. Ферлей став членом Правління цієї організації — і постійно підкреслював потребу в заснуванні Українського прес-бюро Канади. Взагалі своєю громадсько-політичною діяльністю та присутністю на численних з'їздах, конференціях, та конгресах став загальновідомою особистістю серед українців Канади.
Особливо знаний він українському загалу за дві заслуги: по-перше, за заснування і розвиток провінційного українсько-англійського вчительського семінару, який у Брендоні виховував учителів для перших українсько-англійських двомовних шкіл у Манітобі; по-друге, за обрання першим депутатом-українцем (1915—1920) до Законодавчої палати Манітоби від виборчого округу Ґімлі.
Серед інших заслуг Т. Ферлея такі: засновник та довголітній голова і почесний член організації «Український Народний Дім» у Вінніпезі (1913—1922, 1929 і 1934—1947); управитель видавничої спілки «Тризуб» (1909—1913); активіст при створенні Української греко-православної церкви в Канаді та директор Колегії св. Андрея.